# Třída Gay
Třída Gay byly torpédové a dělové čluny britského královského námořnictva z 50. let 20. století. Celkem bylo postaveno 12 jednotek této třídy. Všechny byly vyřazeny na počátku 60. let 20. století. Byly to poslední válečné lodě britského královského námořnictva poháněné benzínovými zážehovými motory. Následující třída Dark se od této třídy lišila pouze upraveným pohonným systémem.

## Stavba

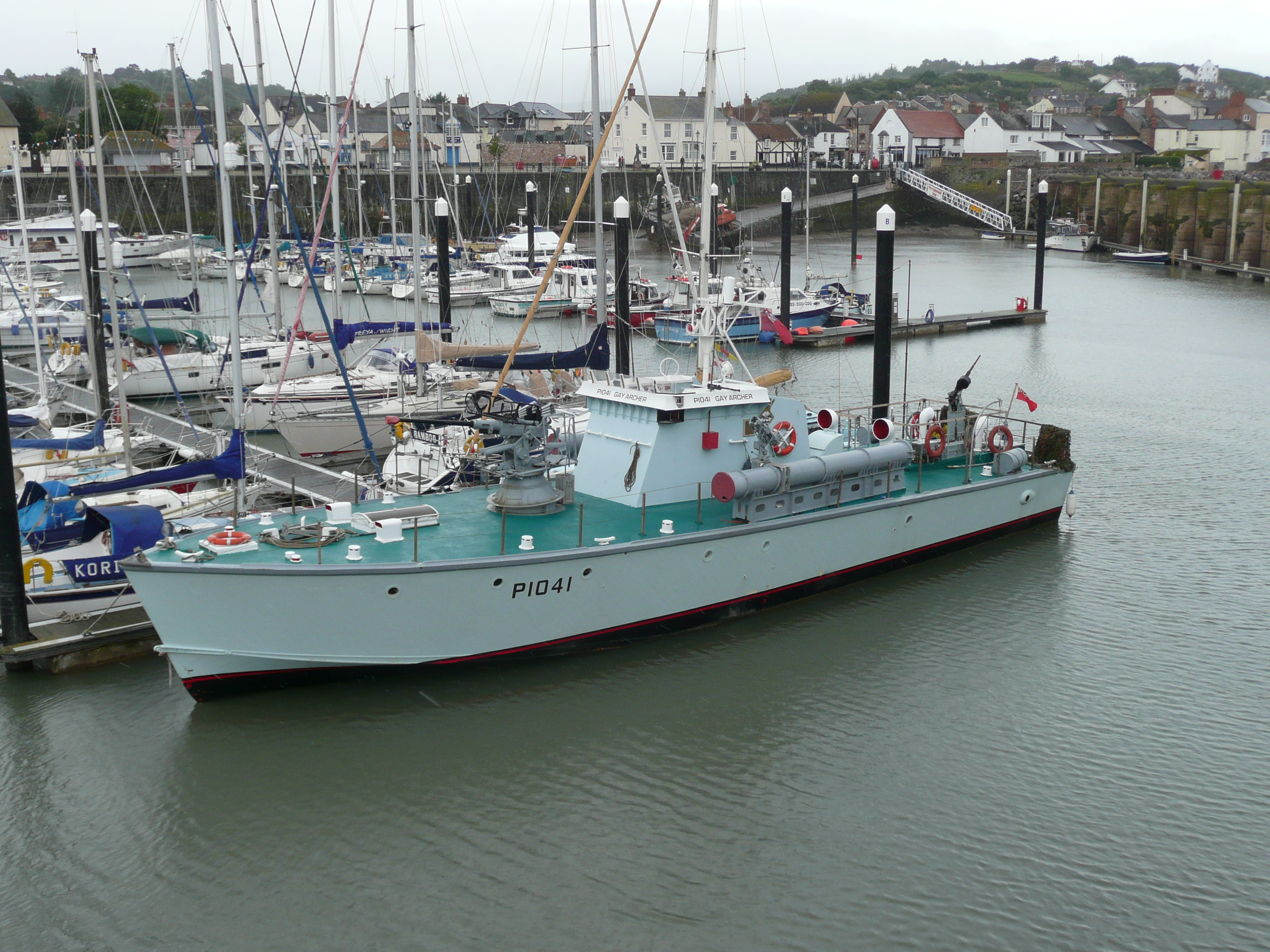
Restaurovaný HMS Gay Archer v přístavu Watchet

Celkem bylo postaveno 12 jednotek této třídy – Gay Archer (P1041), Gay Bombardier (P1042), Gay Bowman (P1043), Gay Bruiser (P1044), Gay Carabineer (P1045), Gay Cavalier (P1046), Gay Centurion (P1047), Gay Charger (P1048), Gay Charioteer (P1049), Gay Dragoon (P1050), Gay Fencer (P1051) a Gay Forester (P1052). Jejich stavba byla objednána roku 1951. Stavba proběhla v letech 1952–1953 v loděnicích Vosper v Portchesteru (4 ks), Thorneycroft v Hamptonu (2 ks), Taylor v Chertsey (2 ks), Morgan Giles v Teignmouthu (2 ks) a McGruer & Co Ltd v Clynderu (2 ks).

## Konstrukce

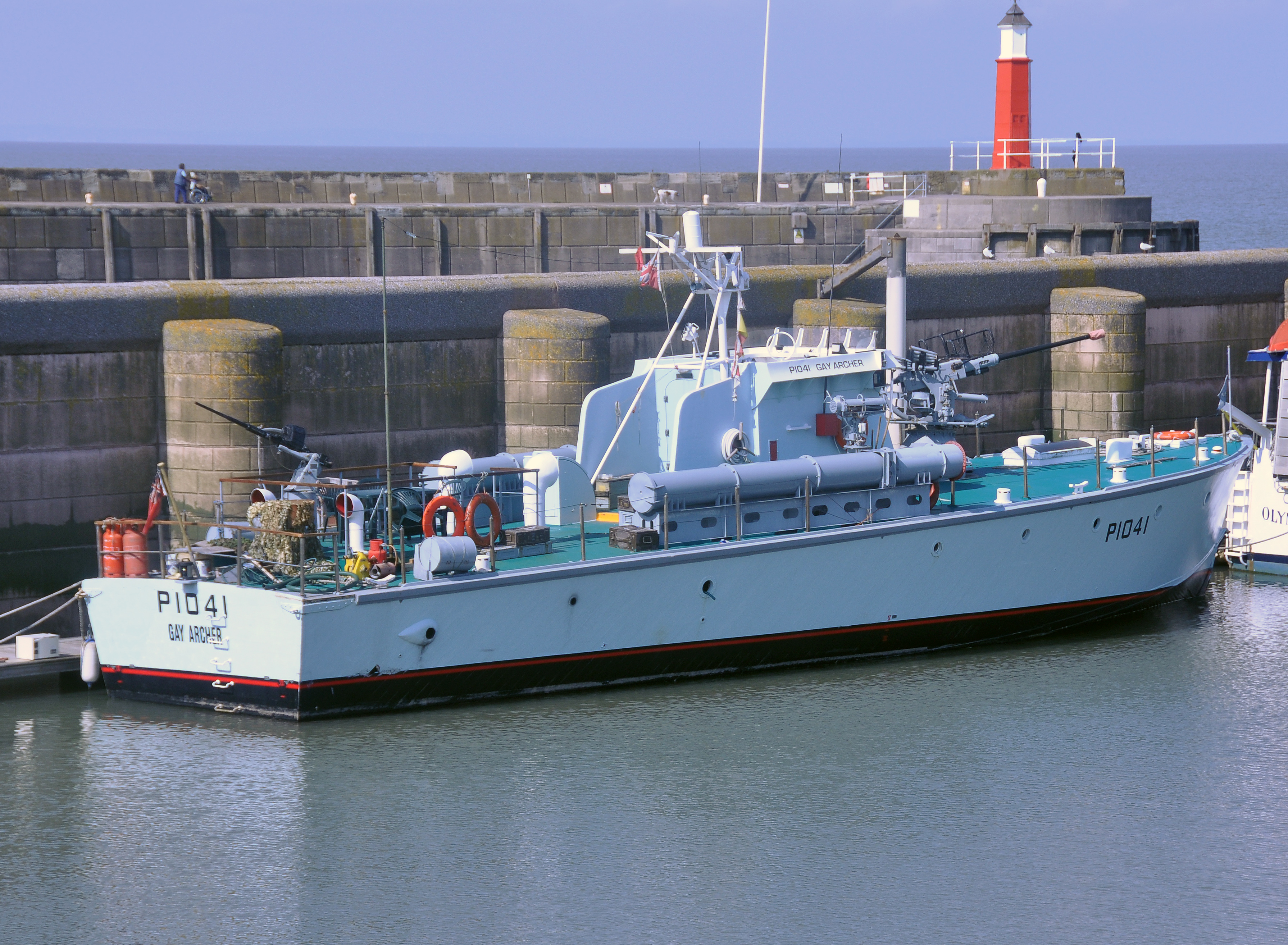
Restaurovaný HMS Gay Archer v přístavu Watchet

Čluny konstrukčně vycházely z torpédových člunů MTB 538/MTB 539. Instalací jedné ze dvou základních konfigurací výzbroje vznikl buď dělový, nebo torpédový člun. Dělové čluny nesly jeden 114mm kanón a jeden 40mm kanón Bofors. Naopak torpédové čluny nesly dva 40mm kanóny Bofors a dva 533mm torpédomety. Pohonný systém tvořily tři pístové motory V12 Packard, každý o výkonu 1500 hp. Nejvyšší rychlost dosahovala 40 uzlů.